# 부시 감세에 반대하는 경제학자들의 성명
부시 감세에 반대하는 경제학자들의 성명(영어: Economists' statement opposing the Bush tax cuts)은 2003년 2월 당시 생존해 있던 24명의 미국인 노벨상 수상자 중 10명을 포함해 약 450명의 경제학자들이 서명한 성명으로, 미국 대통령 조지 W. 부시에게 2003년 감세안인 2003년 일자리 및 성장 세금 감면 조정법을 시행하지 말 것을 촉구하고 이 입장에 대한 대중의 지지를 모색했다. 이 성명은 뉴욕 타임스에 전면 광고로 실렸으며, 경제 정책 연구소를 통해 대중에게 공개되었다. 성명에 따르면, 성명에 서명한 450여 명의 경제학자들은 2003년 부시 감세가 불평등과 재정 적자를 증가시켜 미국 정부의 필수 서비스 자금 조달 능력을 저하시키는 동시에 경제 성장을 이끌어내지 못할 것이라고 믿고 있다.
이에 반박하여, 세금 계획을 지지하는 250여 명의 경제학자들은 새로운 계획이 "모든 미국인에게 더 많은 고용, 경제 성장, 기회를 창출할 것"이라고 썼다.

## 내용
성명은 다음과 같다:

경제 성장이 긍정적이었음에도 불구하고 일자리를 창출하고 실업률 상승을 막기에는 충분하지 못했다. 사실 현재 경기 침체기 시작 시점보다 민간 부문 일자리가 200만 개 이상 적다. 과잉 생산, 기업 스캔들, 그리고 불확실성은 계속해서 경제를 억누르고 있으며 앞으로도 그럴 것이다.
부시 대통령이 제안한 감세 계획은 이러한 문제에 대한 해답이 아니다. 부시 계획의 세부 사항에 대해 어떻게 보든, 그 목적이 세금 구조의 영구적인 변화이며 단기적인 일자리 창출과 성장이 아니라는 점에는 광범위한 동의가 있다. 특히 영구적인 배당세 인하는 단기적인 경기 부양책으로 신뢰하기 어렵다. 세금 개혁으로서 배당세 인하는 기업보다는 개인을 대상으로 하고, 지나치게 복잡하며, 수익 중립적인 세금 개혁 노력의 일부가 될 수 있음에도 불구하고 그렇지 않다는 점에서 잘못된 방향이다.
이러한 감세 조치는 장기적인 예산 전망을 악화시켜 국가의 만성적인 적자 예상치를 증가시킬 것이다. 이러한 재정 악화는 정부가 사회 보장 및 메디케어 혜택뿐만 아니라 학교, 보건, 인프라, 기초 연구에 대한 투자를 자금 조달할 능력을 감소시킬 것이다. 더욱이 제안된 감세 조치는 세후 소득의 불평등을 더욱 심화시킬 것이다.
효과적인 경기 부양 계획은 수요를 확대하기 위해 즉각적이지만 임시적인 지출 및 세금 조치를 활용해야 하며 또한 즉각적이지만 임시적인 투자 유인을 활용해야 한다. 이러한 경기 부양 계획은 장기적인 예산 전망을 악화시키지 않으면서 단기적으로 성장과 일자리를 촉진할 것이다.

## 서명자
450명 이상의 경제학자가 성명에 서명했으며, 다음 11명의 노벨상 수상자가 포함된다:
- 조지 애컬로프(캘리포니아 대학교 버클리)
- 케네스 애로(스탠퍼드 대학교)
- 피터 다이아몬드(매사추세츠 공과대학교)
- 로렌스 클라인(펜실베이니아 대학교)
- 대니얼 맥패든(캘리포니아 대학교 버클리)
- 프란코 모디글리아니(매사추세츠 공과대학교)
- 더글라스 노스(워싱턴 대학교 세인트루이스)
- 폴 새뮤얼슨(매사추세츠 공과대학교)
- 윌리엄 샤프(스탠퍼드 대학교)
- 로버트 솔로우(매사추세츠 공과대학교)
- 조지프 스티글리츠(컬럼비아 대학교)

## 반응
이 서한은 부시 감세를 지지하는 250명의 서명자들의 반발을 불러일으켰다. 반박 서한의 서명자들은 다음과 같다.
- 아넬리스 앤더슨(스탠퍼드 대학교)
- 제임스 베넷(조지 메이슨 대학교)
- 마틴 펠드스타인(하버드 대학교)
- 조엘 헤이(서던 캘리포니아 대학교)
- 로버트 호드릭(컬럼비아 대학교)
- 마이클 옌센(하버드 비즈니스 스쿨)
- 버턴 말킬(프린스턴 대학교)
- 그레고리 맨큐(하버드 대학교)
- 카르멘 라인하트(국제 통화 기금)
- 버넌 스미스(조지 메이슨 대학교) ※노벨상 수상자
- 리처드 와그너(조지 메이슨 대학교)
- 스티븐 카플란(시카고 대학교)
- 에드워드 프레스콧(미네소타 대학교) ※노벨상 수상자